# Kraljeva palača Aranjuez
'Kraljeva palača Aranjuez (špan.  Palacio Real de Aranjuez) je rezidenca španskega kralja, ki se nahaja v mestu Aranjuez, Skupnosti Madrid, Španija in leži okoli 50 km južno od Madrida.
Od leta 1931 ima status zaščitene španske arhitekture.
Palača Aranjuez s svojimi vrtovi in mestom je na seznamu Unescove svetovne dediščine. 
Tukaj se je odvijala slavnostna otvoritev Schillerjeve igre Don Carlos, po kateri je Verdi uglasbil istoimensko opero. 

## Zgodovina
Grad je bil zgrajen na ruševinah samostana, ki ga je mesto pridobilo za kralja Španije v 16. stoletju. Zaradi svoje atraktivne lokacije v okljuku reke Tajo je bil kraljeva poletna rezidenca stoletja, ki so sledila, in kjer so se vršile velike letne svečanosti. Palača ima dolgo arhitekturno zgodovino, v kateri je bila večkrat podaljšana in rekonstruirana.
Filip II. Španski je dal prvo gradbeno pogodbo leta 1560 Juanu Bautistu de Toledo, ki je nadaljnje izvajanje prevzel od Juana de Herrere, ki mu je kralj zaupal gradnjo samostana El Escorial. Po končani gradnji je bil grad renesančna stavba s štirimi krili okoli dvorišča. Manjše in večje spremembe so se v naslednjih letih dogajale znova in znova. Filip V. Španski je grad v 18. stoletju prezidal v veliko baročno prebivališče in ga na novo dekoriral, grajski park je v tem času dobil današnjo podobo. Pod Karlom III. so dodali dve dodatna krili, da bi leta 1778 dobil sedanjo obliko palače.
Grad se ponaša z razkošno notranjostjo, posebno salon porcelana, prestolna soba in grajska kapelo, tudi paradna soba in zasebna četrt kraljeve družine, kar vse je ohranjeno v gradu. Ker je palača urejen muzej, je v nekaterih delih dostopen obiskovalcem in je osrednje shajališče meščanov.

## Vrtovi palače
Palača Aranjuez je znana po svojem parku. Voda je nastala z enosmernim tokom, ki priteče v palačo iz rek Tajo in Jarama in je prevladujoč element oblikovanja. Baročni park je ohranjen v svojih temeljih in razdeljen na različna področja: Prinčev vrt (Jardín del Principe ) se nahaja prav na bregovih reke in vsebuje miniaturno palačo (Casa del Labrador, zgrajeno za Karla IV.), Jardín de la Isla  je vrt na umetnem otoku, ki ga omejujeta reka Tajo in prekop Rio. Park je okrašen z več deset fontanami, kipi, gredicami, tu je majhen kitajski paviljon, ki služi potrebam eksotike. Museo de las Falúas Reales hrani zbirko španskih kraljevih čolnov za zabavo.
Casa del Labrador je klasicistična palača s tremi krili, namenjena uživanju in je bila zgrajena do leta 1803 za Karla IV .. V njej je velika zbirka porcelana in starinske ure.
Pomembno umetnost palače in zgodovinske zbirke hrani Museo de la Vida en Palacio, ki opisuje vsakdanje življenje španskih monarhov.
Concierto de Aranjuez je skladba za klasično kitaro in orkester, ki jo je napisal španski skladatelj Joaquín Rodrigo, ki so ga navdihnili vrtovi palače vrtove. Delo poskuša poslušalcu z zvoki narave in okrog vrtov pričarati obdobje, v katerem je bila napisana.

## Galerija
- Krajeva palača Aranjuez.
- Kanal La Ría.
- Casa del Labrador.
- Vzhodna fasada.
- Soba v palači.
- Detajl v notranjosti.
- Narcisov vodnjak v Prinčevem vrtu.
- Kitajski paviljon.